# Leesville (Louisiana)
Leesville è un comune degli Stati Uniti d'America, situato nello Stato della Louisiana, in particolare nella parrocchia di Vernon, della quale è il capoluogo.